# Feryel Ben Hassen
Feryel Ben Hassen (arabisch فريل بن حسن, DMG Faryal b. Ḥasan; * 6. Oktober 2004 in Tunis) ist eine tunesische Tennisspielerin.

## Karriere
Ben Hassen begann mit sieben Jahren das Tennisspielen und bevorzugt Rasenplätze. Sie spielt bislang hauptsächlich Turniere der ITF Women’s World Tennis Tour, wo sie bisher aber noch keinen Titel gewinnen konnte.
2022 nahm sie an den Mittelmeerspielen teil. Im Dameneinzel scheiterte sie bereits in der ersten Runde an der Portugiesin Mariana Alves Campino in drei Sätzen. Im Damendoppel erreichte sie mit ihrer Partnerin Chiraz Bechri das Spiel um Platz 3, das die beiden aber gegen die italienische Paarung Nuria Brancaccio und Aurora Zantedeschi verloren, weil sie nicht angetreten sind. Im Oktober erhielt sie eine Wildcard für die Qualifikation zum Hauptfeld im Dameneinzel des Jasmin Open Monastir, ihrem ersten Turnier auf der WTA Tour. Sie verlor aber bereits ihre Erstrundenbegegnung gegen Viktória Kužmová.